# Froesia
Froesia é um género botânico pertencente à família Ochnaceae.